# Faenza Calcio 1997-1998
Questa voce raccoglie le informazioni riguardanti il Faenza Calcio nelle competizioni ufficiali della stagione 1997-1998.

## Risultati

### Campionato

#### Poule scudetto
| Arbitro: | Nicoletti (Macerata) |

|  |           |         |
|  | Marcatori | Lorenzo |

| Arbitro: | Ferro (Frattamaggiore) |

|         |           |  |
| Lorenzo | Marcatori |  |